# Javad Saeed
Javad Saeed, (in persiano جواد سعید‎) (Sari (Iran), 1923 – Teheran, 8 maggio 1979), è stato un politico iraniano, 17º Presidente del Parlamento dell'Iran, ucciso dal neo-nato regime islamico.
Ultimo segretario generale del partito monarchico Rastakhiz (da cui si dimette il 2 ottobre 1978), rappresentò Sari in parlamento.
Dopo la presa di potere di Khomeini, venne accusato di corruzione sulla terra; guerra a Dio e al profeta di Dio; insulto ai gruppi religiosi; insulto ai preti puri e cercando di screditarli definendoli comunisti; calunnie e lesioni al popolo; torture; omicidi di massa. Amnesty International definì il processo come "non equo".
Seguì la fucilazione.